# Campanha germânica de Domiciano
Campanha germânica de Domiciano foi um conjunto de ações militares conduzidas nos anos de 83 e 84/85 contra as tribos germânicas dos catos, matiacos, vangiões, tríbocos e nêmetes. O território ocupado em decorrência desta campanha, localizado entre os rios Reno e Danúbio, marcou o início da construção do sistema defensivo conhecido como limes germânico-rético, que só terminaria durante o reinado de Antonino Pio (r. 138-161). Por conta de suas vitórias, Domiciano se auto-atribuiu o título de "Germânico" no final de 83.

## Contexto histórico
O governo dos flávios começou em 69 com Vespasiano, que, depois de reinar por dez anos, foi sucedido por seu filho mais velho, Tito, morto prematuramente em 81, e depois por seu filho mais novo, Domiciano. Ao contrário de seus antecessores, Domiciano adotou uma política externa extremamente agressiva, sobretudo no ocidente, dando início a uma série de guerras ao longo das fronteiras do império a partir da Britânia (veja Campanha britânica de Agrícola) com o objetivo duplo de aumentar a segurança das províncias e de buscar fama e glória em seu próprio nome, uma vez que seu pai e seu irmão já eram generais reconhecidos.

### Prelúdio
No final de 82, Domiciano, depois de muitos ataques por parte da tribo germânica dos catos, responsáveis por uma invasão recente ao território romano da Gália, decidiu que seria necessário ocupar a região germânica conhecida como Campos Decúmanos, que fica entre as nascentes dos dois rios que constituíam o limes setentrional do Império Romano: o Danúbio e o Reno. Seguindo para a Gália sob o pretexto de realizar um censo, Domiciano repentinamente se voltou para o Reno com seu exército perto da cidade de Mogoncíaco.

### Forças
Além das legiões, o exército de Domiciano era composto por várias unidades auxiliares das províncias fronteiriças do império:
- As legiões da Germânia Superior: Legio I Adiutrix, Legio VIII Augusta, Legio XI Claudia, Legio XIV Gemina e Legio XXI Rapax;
- Legio I Minervia, recém-formada;
- Vexillationes das quatro legiões da Britânia: Legio II Adiutrix, Legio II Augusta, Legio IX Hispana e Legio XX Valeria Victrix;

O total das forças romanas provavelmente girava em torno de 80 000 soldados, dos quais metade eram legionários e o restante, auxiliares.

## Guerra

### Campanha de 83 contra os catos
A campanha começou a partir do quartel-general de Mogoncíaco, onde estava a maior parte do exército de Domiciano. O objetivo principal era subjugar a tribo vizinha dos catos, que ocupava a região ao norte da cordilheira de Taunus. É possível que Domiciano tenha conseguido um tratado um tratado de aliança militar com as populações vizinhas dos hermúnduros e queruscos, especialmente considerando que, poucos anos mais tarde, o próprio imperador ajudou financeiramente o rei querusco. Esta aliança certamente teria permitido que os romanos enfrentassem os catos ao longo de dois fronts, o setentrional e o oriental.
Os catos foram derrotados repetidas vezes, como conta Sexto Júlio Frontino:
| “ | O imperador César Augusto Germânico, quando os catos, escapando repetidamente para a floresta, evitavam lutar contra a cavalaria, ordenou que seus cavaleiros, assim que chegassem às carruagens deles, desmontassem e combatessem a pé. Desta forma, ele conseguiu que nenhuma dificuldade no terreno comprometesse sua sua vitória. | ” |
|   | — Frontino, Stratagemata, II, 3, 23.. |   |

As forças romanas conseguiram, desta forma, ocupar o território germânico até cerca de 75 quilômetros ao norte de Mogoncíaco, incluindo também o território dos aliados matiacos. Ao termino das operações, entre junho e agosto de 83, Domiciano se auto-atribuiu o título de "Germânico" e recebeu sua quarta aclamação como imperator.

### Avanço dolimesgermânico rético na parte meridional em 84/85

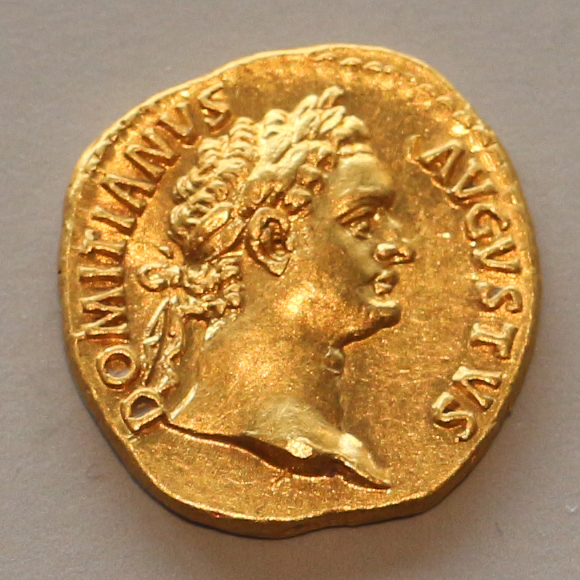
Áureo de Domiciano (90 ou 91).

Os dois próximos anos foram dedicados à construção de uma série de castros e estradas militares em Wetterau e Taunus, o primeiro trecho fortificado do limes germânico-rético ligando os rios Lahn e Meno. Na mesma época, os romanos invadiram os territórios dos nemetes e tríbocos seguindo o leito do rio Neckar de oeste para leste, construindo no local novos castros em Ladenburge Neuenheim; ao sul, a invasão seguiu levando a linha de fortificações para o norte com a construção de uma série de novos fortes auxiliares em Sulz, Geislingen, Rottenburg an der Laaber, Burladingen, Gomadingen, Donnstetten, Urspring e Günzburg, ligando desta forma a fortaleza militar de Argentorato com a capital da província da Récia, Augusta dos Vindélicos.

### Novo ataque dos catos em 89
Sabe-se que, por volta de 88, Cariomero, rei dos queruscos, foi expulso de seu próprio reino pelos catos por sua aliança com os romanos. Inicialmente ele conseguiu juntar um novo exército e retomou o trono, mas, mais tarde, ele foi abandonado pelos seus aliados quando decidiu enviar reféns aos romanos para se tornar um rei cliente de Domiciano. Ele não forneceu nenhuma ajuda militar aos romanos, mas certamente recebeu dinheiro deles.
Em 89, durante a revolta do legado imperial da Germânia Superior, Lúcio Antônio Saturnino, os catos aproveitaram para atacar um trecho recém-construído do limes, mas foram mais uma vez derrotados e repelidos.

## Consequências
A ocupação dos Agri decumates, iniciada ainda na época de seu pai com a campanha do legado imperial da Germânia Superior, Cneu Pinário Cornélio Clemente, em 73/74 (o que lhe valeu a ornamenta triumphalia), permitiu a criação de uma primeira linha de fortificações militares do Taunus-Wetterau.
Trajano continuou a invasão romana na área ainda como legado imperial da Germânia Superior (em torno de 92-96) e depois como imperador (entre 98 e 100), avançando a partir do Reno para oeste até o chamado "limes de Odenwald", um trecho do limes que ligava o rio Meno perto de Wörth com o curso médio do rio Neckar em Bad Wimpfen. O sucessor dele, Adriano, contribuiu com o avanço ao longo do chamado "limes do rio Alb".
Foi durante o reinado de Antonino Pio (145 e 146) que muitas das torres e dos castros de madeira foram reconstruídos inteiramente em pedra, mas também, sobretudo, se realizou o avanço final do limes para 30 quilômetros a leste da antiga linha Odenwald-Neckar.